# Liste der Bodendenkmale in Dünsen
In der Liste der Bodendenkmale in Dünsen sind die Bodendenkmale der niedersächsischen Gemeinde Dünsen aufgeführt. Die Quelle ist der Denkmalatlas Niedersachsen.
- Diese Liste erhebt keinen Anspruch auf Vollständigkeit.
- Die Angaben ersetzen nicht die rechtsverbindliche Auskunft der zuständigen Denkmalschutzbehörde.
- Es sind nur Daten aus dem Denkmalatlas verarbeitet.
- Der Stand der Liste ist der 22. Juni 2025.

Dünsen im Landkreis Oldenburg

## Allgemein
In den Spalten finden sich folgende Informationen des Bodendenkmales:
| Lage         | geographische Koordinaten                                                           |
| Bezeichnung  | Bezeichnung lt. Denkmalatlas                                                        |
| Beschreibung | Beschreibung lt. Denkmalatlas                                                       |
| ID           | Objekt-ID                                                                           |
| Bild         | Bild, ggf. zusätzlich mit Link zu weiteren Fotos im Medienarchiv Wikimedia Commons. |

## Dünsen
| Lage                        | Bezeichnung          | Beschreibung | ID       | Bild |
| --------------------------- | -------------------- | --- | -------- | ---- |
| 52° 53′ 47″ N, 8° 38′ 18″ O | Dünsen 12, Grabhügel | Durchmesser ca. 16 m und Höhe ca. 0,8 m. Annähernd rund.                                                            | 28955998 | BW   |
| 52° 56′ 7″ N, 8° 36′ 51″ O  | Dünsen 13, Grabhügel | Durchmesser ca. 14 m und Höhe ca. 1,2 m. Annähernd rund. Durch Kuppenmulde und weitere kleine Einkuhlungen gestört. | 28955999 | BW   |

### Dünsen 1
- ID: 28954198
- Grabhügelfeld mit mindestens acht Hügeln. Dm. 7 – 19 m und noch 0,3 – 1,3 m hoch erhalten.

| Lage                       | Bezeichnung | Beschreibung                                                                        | ID       | Bild |
| -------------------------- | ----------- | ----------------------------------------------------------------------------------- | -------- | ---- |
| 52° 56′ 0″ N, 8° 38′ 5″ O  | Dünsen 1    | Durchmesser ca. 16 m und Höhe ca. 1,6 m. Fast ungestört mit tiefem Loch.            | 28967964 | BW   |
| 52° 56′ 1″ N, 8° 38′ 6″ O  | Dünsen 2    | Durchmesser ca. 9 m und Höhe ca. 1 m. Mit Vertiefung in der Mitte.                  | 28967965 | BW   |
| 52° 56′ 1″ N, 8° 38′ 9″ O  | Dünsen 3    | Durchmesser ca. 13 m und Höhe ca. 1,2 m.                                            | 28942872 | BW   |
| 52° 56′ 1″ N, 8° 38′ 11″ O | Dünsen 4    |                                                                                     | 28967966 | BW   |
| 52° 56′ 2″ N, 8° 38′ 10″ O | Dünsen 5    | Durchmesser ca. 10 m und Höhe ca. 0,4 m.                                            | 28967967 | BW   |
| 52° 56′ 2″ N, 8° 38′ 11″ O | Dünsen 6    | Durchmesser ca. 9 m und Höhe ca. 0,4 m.                                             | 28967968 | BW   |
| 52° 56′ 2″ N, 8° 38′ 12″ O | Dünsen 7    | Durchmesser ca. 6 m und Höhe ca. 0,3 m. Mit Grabungstrichter in der Mitte.          | 28967969 | BW   |
| 52° 55′ 59″ N, 8° 38′ 4″ O | Dünsen 8    | Durchmesser ca. 8 m und Höhe ca. 0,5 m. Nördliche Seite von Waldpfad angeschnitten. | 28967971 | BW   |

### Dünsen 9
- ID: 28967963
- Grabhügelfeld mit drei Hügeln.

| Lage                        | Bezeichnung | Beschreibung                                                                                  | ID       | Bild |
| --------------------------- | ----------- | --------------------------------------------------------------------------------------------- | -------- | ---- |
| 52° 56′ 14″ N, 8° 37′ 35″ O | Dünsen 9    | Durchmesser ca. 16 m und Höhe ca. 1,4 m. Rund mit abgesetztem Rand.                           | 28955995 | BW   |
| 52° 56′ 17″ N, 8° 37′ 38″ O | Dünsen 10   | Durchmesser ca. 20 m und Höhe ca. 1,2 m. Rund, durch Kultivierungsarbeiten leicht beschädigt. | 28955996 | BW   |
| 52° 56′ 12″ N, 8° 37′ 34″ O | Dünsen 11   | Durchmesser ca. 15 m und Höhe ca. 1,2 m. Rund.                                                | 28955997 | BW   |